# Ernest Kesłer
Ernest Iwanowycz Kesłer, ukr. Ернест Іванович Кеслер, węg. Ernő Keszler, ros. Эрнест Иванович Кеслер, Erniest Iwanowicz Kiesler (ur. 18 lipca 1930, Ruś Podkarpacka, zm. 15 lutego 2004 w Użhorodzie, Ukraina) – ukraiński piłkarz pochodzenia węgierskiego, grający na pozycji napastnika, trener piłkarski.

## Kariera piłkarska

### Kariera klubowa
W 1946 roku rozpoczął karierę piłkarską w klubie Łokomotyw Użhorod. W 1949 przeszedł do Spartaka Użhorod. W latach 1953–1956 służył w wojskowym klubie OBO Lwów. Latem 1956 roku powrócił do Spartaka Użhorod, jednak na początku 1957 ponownie został piłkarzem wojskowego klubu, który nazywał się kolejno OSK, SKWO i SKA. We Lwowie zakończył karierę w roku 1965.

## Kariera trenerska
Karierę szkoleniowca rozpoczął po zakończeniu kariery piłkarza. Najpierw pomagał trenować wojskowy zespół SKA Lwów, a od lipca 1967 do końca 1968 stał na czele klubu. W 1970 ponownie kierował wojskowym klubem. Potem prowadził drużynę Lwowskiej Wyższej Szkoły Wojskowo-Politycznej Armii Radzieckiej i Marynarki Wojennej oraz SK Łuck (w latach 1972–1976 lwowski klub reprezentował miasto Łuck). W 1977 po powrocie klubu do Lwowa kontynuował pracę na stanowisku głównego trenera SKA Lwów. W latach 1979–1980 powrócił do kierowania Howerłą Użhorod, a potem przez dłuższy czas pracował w Szkole Piłkarskiej w Użhorodzie. Od sierpnia do września 1994 ponownie trenował Zakarpattia Użhorod.
15 lutego 2004 zmarł w wieku 73 lat i został pochowany na Cmentarzu Kalwaria w Użhorodzie.

## Sukcesy i odznaczenia

### Sukcesy piłkarskie
Spartak Użhorod
- mistrz Ukraińskiej SRR: 1950
- zdobywca Pucharu Ukraińskiej SRR: 1950

SKA Lwów
- mistrz Ukraińskiej SRR: 1958, 1965
- wicemistrz Ukraińskiej SRR: 1957, 1963, 1964

### Sukcesy trenerskie
SKA Lwów
- wicemistrz Ukraińskiej SRR: 1969

### Odznaczenia
- tytuł Mistrza Sportu ZSRR: 1959
- tytuł Zasłużonego Trenera Ukraińskiej SRR: 1966